# La Modelo
«La Modelo» (с исп. — «Модель») — песня пуэрто-риканского певца Осуны, записанная при участии американской хип-хоп исполнительницы Карди Би. Песня была выпущена в качестве лид-сингла 22 декабря 2017 года с альбома Осуны Aura.
Песня записана на испанском языке, Карди Би исполняет свой куплет на английском и испанском языках.
Съёмки музыкального видео проходили на Ямайке, режиссёр — Нуно Гомес. Премьера состоялась 19 декабря 2017 года.

## Чарты

### Еженедельные чарты
| Чарт (2018)                               | Пиковая позиция |
| ----------------------------------------- | --------------- |
| Канада (Billboard Canadian Hot 100)       | 84              |
| Доминиканская Республика (Monitor Latino) | 1               |
| Гондурас (Monitor Latino)                 | 9               |
| Панама (Monitor Latino)                   | 5               |
| Испания (PROMUSICAE)                      | 50              |
| США (Billboard Hot 100)                   | 52              |
| США (Billboard Hot Latin Songs)           | 3               |

### Годовые чарты
| Чарт (2018)                               | Позиция |
| ----------------------------------------- | ------- |
| Доминиканская Республика (Monitor Latino) | 23      |
| Сальвадор (Monitor Latino)                | 64      |
| Гватемала (Monitor Latino)                | 53      |
| Гондурас (Monitor Latino)                 | 27      |
| Никарагуа (Monitor Latino)                | 96      |
| Панама (Monitor Latino)                   | 7       |
| США (Billboard Hot Latin Songs)           | 8       |
| США (Billboard Latin Airplay )            | 18      |
| США (Billboard Latin Digital Songs)       | 7       |
| США (Billboard Latin Pop Airplay Songs)   | 28      |
| США (Billboard Latin Streaming Songs)     | 8       |